# Dave Rimington
David Brian Rimington (Omaha, 22 maggio 1960) è un ex giocatore di football americano statunitense che ha militato nel ruolo di centro nella National Football League (NFL). A lui è dedicato l'omonimo trofeo, assegnato al miglior centro del college football.

## Carriera
Al college Rimington giocò a football a Nebraska, dove fu premiato due volte come All-American, vinse due volte l'Outland Trophy e una volta il Lombardi Award. Fu scelto dai Cincinnati Bengals nel corso del primo giro (25º assoluto) nel Draft NFL 1983. Vi giocò per cinque stagioni prima di disputare le ultime due annate con i Philadelphia Eagles.
Nel 1999 Rimington fu scelto come centro titolare da Sports Illustrated nella sua formazione ideale del secolo della NCAA. Lo stesso fece la Walter Camp Football Foundation.

## Palmarès
- PFWA All-Rookie Team - 1983
- Numero 50 ritirato dai Nebraska Cornhuskers
- College Football Hall of Fame